# BloodPop
Michael Tucker (Kansas City, Estados Unidos, 15 de agosto de 1990), más conocido por su nombre artístico BloodPop, es un compositor y productor musical estadounidense.

## Inicios
Nacido en Kansas City (Kansas), Tucker estudió guitarra de jazz en la escuela secundaria y estudió en el Kansas City Art Institute. Posteriormente, Cody Critcheloe fue su mentor durante un mes en el sótano de sus padres, donde aprendió a componer y producir canciones. Después de tres años estudiando edición visual en Vancouver, publicó varios instrumentales bajo en nombre artístico «Blood Diamonds», firmando un contrato para los sellos Transparent Records y OWSLA.

## Discografía
La siguiente lista son las canciones producidas y coproducidas por BloodPop.
| Año  | Artista                              | Canción                                               | Álbum                      |
| ---- | ------------------------------------ | ----------------------------------------------------- | -------------------------- |
| 2010 | Blood Diamonds                       | "Heart"                                               | Sin álbum                  |
| 2011 | Blood Diamonds                       | "Grins"                                               | Transparent                |
| 2011 | Blood Diamonds                       | "Grins (Deptford Goth Remix)"                         | Transparent                |
| 2011 | Blood Diamonds                       | "Move The Stars"                                      | Transparent                |
| 2011 | "Hauntin' Me (Blood Diamonds Remix)" | Keep Shelly In Athens                                 | Keep Shelly In Athens      |
| 2012 | Ellie Goulding                       | "Anything Could Happen (Blood Diamonds Remix)"        | Halcyon                    |
| 2012 | Major Lazer                          | "Get Free feat. Amber Coffman (Blood Diamonds Remix)" | Sin álbum                  |
| 2013 | Kendrick Lamar                       | "Swimming Pools (Drank) (Blood Diamonds Remix)"       | Sin álbum                  |
| 2013 | Blood Diamonds                       | "Lasting Love"                                        | Barcode                    |
| 2013 | Blood Diamonds                       | "Heart"                                               | Osaka                      |
| 2013 | Grimes                               | "Don't Smoke My Blunt Bitch"                          | Don't Smoke My Blunt Bitch |
| 2014 | Grimes                               | "Go"                                                  | Sin álbum                  |
| 2014 | Sky Ferreira                         | "You're Not The One (Blood Diamonds Remix)"           | You're Not The One Remixes |
| 2014 | Kiesza                               | "Giant In My Heart (Blood Diamonds Remix)"            | Sound of a Woman           |
| 2014 | Beyoncé                              | "Haunted (Blood Diamonds Remix)"                      | Beyoncé                    |
| 2014 | Tinashe                              | "Bet"                                                 | Aquarius                   |
| 2015 | Mikky Ekko                           | "U"                                                   | Time                       |
| 2015 | DiamondDahi                          | "N.M.B.D."                                            | N.M.B.D.                   |
| 2015 | Justin Bieber                        | "Sorry"                                               | Purpose                    |
| 2015 | Justin Bieber                        | "Mark My Words"                                       | Purpose                    |
| 2015 | Justin Bieber                        | "I'll Show You"                                       | Purpose                    |
| 2015 | Justin Bieber                        | "Children"                                            | Purpose                    |
| 2015 | Justin Bieber                        | "Hit the Ground"                                      | Purpose                    |
| 2015 | Madonna                              | "Devil Pray"                                          | Rebel Heart                |
| 2015 | Madonna                              | "Iconic"                                              | Rebel Heart                |
| 2015 | Madonna                              | "Body Shop"                                           | Rebel Heart                |
| 2015 | Madonna                              | "Bitch I'm Madonna"                                   | Rebel Heart                |
| 2015 | Lupe Fiasco                          | "They.Resurrect.Over.New"                             | Tetsuo & Youth             |
| 2016 | Fifth Harmony                        | "Scared of Happy"                                     | 7/27                       |
| 2016 | Varios artistas                      | "Hands"                                               | Sin álbum                  |
| 2016 | Britney Spears                       | "Better"                                              | Glory                      |
| 2016 | Lady Gaga                            | "Perfect Illusion"                                    | Joanne                     |
| 2016 | Lady Gaga                            | "Million Reasons"                                     | Joanne                     |
| 2016 | Lady Gaga                            | "A-Yo"                                                | Joanne                     |
| 2016 | Lady Gaga                            | "John Wayne"                                          | Joanne                     |
| 2016 | Lady Gaga                            | "Dancin' In Circles"                                  | Joanne                     |
| 2016 | Lady Gaga                            | "Grigio Girls"                                        | Joanne                     |
| 2017 | Taylor Swift                         | ¨...Ready for It? (ft.BloodPop) - Remix¨              | reputation                 |
| 2017 | Justin Bieber                        | "Friends"                                             | Friends - Single           |
| 2018 | Hailee Steinfeld                     | "Capital Letters"                                     | Fifty Shades Freed         |
| 2019 | Post Malone                          | "Internet"                                            | Hollywood's Bleeding       |
| 2020 | Lady Gaga                            | «Alice»                                               | Chromatica                 |
| 2020 | Lady Gaga                            | «Stupid Love»                                         | Chromatica                 |
| 2020 | Lady Gaga                            | «Rain on Me»                                          | Chromatica                 |
| 2020 | Lady Gaga                            | «Free Woman»                                          | Chromatica                 |
| 2020 | Lady Gaga                            | «Fun Tonight»                                         | Chromatica                 |
| 2020 | Lady Gaga                            | «911»                                                 | Chromatica                 |
| 2020 | Lady Gaga                            | «Plastic Doll»                                        | Chromatica                 |
| 2020 | Lady Gaga                            | «Sour Candy»                                          | Chromatica                 |
| 2020 | Lady Gaga                            | «Enigma»                                              | Chromatica                 |
| 2020 | Lady Gaga                            | «Replay»                                              | Chromatica                 |
| 2020 | Lady Gaga                            | «Sine from Above»                                     | Chromatica                 |
| 2020 | Lady Gaga                            | «1000 Doves»                                          | Chromatica                 |
| 2020 | Lady Gaga                            | «Babylon»                                             | Chromatica                 |
| 2020 | Lady Gaga                            | «Love Me Right»                                       | Chromatica                 |
| 2020 | Rina Sawayama                        | «LUCID»                                               | LUCID - Single             |
| 2022 | Bring Me the Horizon                 | "Strangers"                                           | Sencillo                   |
| 2023 | SG5                                  | "Firetruck"                                           | Sin álbum                  |
| 2023 | PinkPantheress                       | "Angel"                                               | Barbie: The Album          |
| 2023 | Jungkook, Jack Harlow                | "3D"                                                  | Golden                     |